# Januário, Conde de Caltagirone
Januário Maria Imaculada Luís de Bourbon-Duas Sicílias (em italiano: Gennaro Maria Immacolata Luigi; Caserta, 28 de fevereiro de 1857 – Albano Laziale, 13 de agosto de 1867), foi um Príncipe das Duas Sicílias, Conde de Caltagirone, foi o décimo segundo e último filho do rei Fernando II das Duas Sicílias e de sua segunda esposa, a arquiduquesa Maria Teresa da Áustria.

## Biografia
Januário nasceu no Palácio Real de Caserta, filho de Fernando II, penúltimo rei das Duas Sicílias, e de sua segunda esposa, a arquiduquesa Maria Teresa Isabel da Áustria. Aproveitando a data festiva, ele baixou um decreto que anistiava todos os presos políticos julgados ou em julgamento, restabelecia a suspensa Constituição de 1848, nomeava seu filho mais velho, o duque da Calábria, para o posto de major-general do reino e comunicava a reabertura do parlamento. Em homenagem ao título recebido (Conde de Caltagirone), a comuna siciliana de mesmo nome presenteou o pequeno príncipe com uma relíquia de Santiago Maior, padroeiro da região.
Fernando II era um exemplo de pai amoroso e atencioso e era comum cercar-se dos filhos em jogos e brincadeiras mesmo quando despachava em seu gabinete ou recebia embaixadores e políticos. Embora contasse apenas 47 anos à época do nascimento de Januário, o rei já tinha a aparência de um homem de 60 e sua doença impediu que desse ao filho mais novo a atenção que dispensou aos demais. Sua mãe não era popular na corte, onde tinha a fama de ser grosseira e arrogante, mas consta que era terna e protetora para com sua prole.
O jovem príncipe não teve oportunidade de crescer na opulência da corte napolitana. Em 1860, já sob o reinado de seu irmão, o rei Francisco II, Nápoles foi invadida pela Expedição dos Mil de Giuseppe Garibaldi. A família real fugiu para Gaeta, onde as tropas leais a Francisco II resistiram durante três meses às forças garibaldinas. Finalmente derrotados e despojados de suas propriedades e riquezas, os Bourbons foram acolhidos pelo Papa Pio IX e passaram a residir no Palácio do Quirinal, em Roma.
Em 1867, uma epidemia de cólera atingiu a cidade de Albano Laziale, nas Colinas Albanas, onde a rainha-mãe Maria Teresa costumava passar o verão. Apesar dos esforços para preservar seus filhos da epidemia, Maria Luísa e Januário acabaram por contrair a doença. Maria Teresa também contaminou-se durante o tratamento dos pequenos príncipes, morrendo no dia 8 de agosto de 1867. Januário morreu cinco dias depois da mãe, em 13 de agosto. Seu corpo foi inicialmente sepultado na Igreja de Santa Maria della Stella, em Albano Laziale. Posteriormente, em 1962, seus restos mortais foram transferidos para a cripta real da Basílica de Santa Clara, em Nápoles.